# Евгений Салеев
Евгений Сергеевич Салеев (на руски: Евгений Сергеевич Салеев; роден през 19 януари 1989 г. в Саранск) е руски борец от мордовски произход.
Бори се в гръко-римски стил. Носител на златен медал от Европейски игри (2015), сребърен медалист от световно първенство (2014) и световна купа (2015).